# Polytechnische Schule Villach
Die Polytechnische Schule Villach kurz (PSV) ist eine Polytechnische Schule im Österreichischen Villach.

## Pädagogische Arbeit, Ausstattung und Angebote
Die Schule hat sieben Klassen und 154 Schüler (Stand: 2020/21).

## Auszeichnungen
- 2016: Auszeichnung mit dem mit 3.000 Euro dotierten 3. Platz des Österreichischen Schulpreises des BMBWF in der Kategorie Nachhaltigkeit & Verantwortung.[1]

## Projekte
Mit Beginn des Schuljahres 2013/2014 nahm die Polytechnische Schule Villach am Schulversuch PTS 2020 teil und entwickelte dabei ein Mentorensystem zur Betreuung von Fachgruppen mit 10 bis 13 Schülerinnen und Schülern als Alternative zu üblichen Klassenvorständen.
2014 bewarb sich die Klasse K5 der Polytechnische Schule Villach mit einem Projekt über Demokratie und Diktatur beim Parlament der Republik Österreich und wurde als eine von fünf Gruppen zur Teilnahme am Jugendparlament 11/14 eingeladen.